# Олімпійська збірна Єгипту з футболу
Олімпійська збірна Єгипту з футболу (масрі منتخب مصر الأوليمبى) — футбольна збірна, що представляє Єгипет на міжнародних турнірах, таких як Олімпійські ігри та Африканські ігри. Відбір гравців враховує те, що всі футболісти мають бути у віці до 23 років, окрім трьох футболістів. Команда контролюється Футбольною асоціацією Єгипту.

## Історія
Історія Єгипту в олімпійському футболі одна з найдовших за межами Європи. Вперше збірна зіграла 1920 року на турнірі в Антверпені, де вони провели лише один матч проти Італії (1:2). Це був перший офіційний міжнародний матч для національної збірної Єгипту, який вони провели 20 серпня 1920 року. Єгипет і на наступних турнірах представляла національна збірна, зігравши на 9 турнірах поспіль з 1920 по 1964 рік. Найкращим результатом стало 4 місце в Амстердамі-1928, Токіо-1964 та Парижі-2024, завдяки чому Єгипет став найкращою футбольною збірною, яка ніколи не вигравала медалі на Олімпійських іграх.
З 1992 року на турнірі стали брати участь команди до 23 років з лише трьома гравцями старше цього віку, тому була заснована окрема олімпійська збірна Єгипту. Ця збірна взяла участь у турнірах в 1992, 2012 та 2020 роках, досягнувши чвертьфіналу у 2012 році.
З 1973 року збірна також стала брати участь у футбольному турнірі Всеафриканських ігор, вигравши золоті нагороди у 1987 та 1995 роках році та бронзову у 1973 році.
З 2011 року почав розігруватись Молодіжний (U-23) чемпіонат Африки, який став кваліфікацією до Олімпійських ігор і в якому стали брати участь олімпійські збірні, але без використання гравців старше 23 років. На цьому турнірі Єгипет у 2019 році здобув золоті нагороди.

## Статистика виступів

### Олімпійські ігри
| Футбол на Олімпійських іграх | Футбол на Олімпійських іграх   | Футбол на Олімпійських іграх   | Футбол на Олімпійських іграх   | Футбол на Олімпійських іграх   | Футбол на Олімпійських іграх   | Футбол на Олімпійських іграх   | Футбол на Олімпійських іграх   | Кваліфікація                            | Кваліфікація                            | Кваліфікація                            | Кваліфікація                            | Кваліфікація                            | Кваліфікація                            |
| Рік                          | Раунд                          | І                              | В                              | Н*                             | П                              | ГЗ                             | ГП                             | І                                       | В                                       | Н*                                      | П                                       | ГЗ                                      | ГП                                      |
| ---------------------------- | ------------------------------ | ------------------------------ | ------------------------------ | ------------------------------ | ------------------------------ | ------------------------------ | ------------------------------ | --------------------------------------- | --------------------------------------- | --------------------------------------- | --------------------------------------- | --------------------------------------- | --------------------------------------- |
| 1896                         | Не було футбольного турніру    | Не було футбольного турніру    | Не було футбольного турніру    | Не було футбольного турніру    | Не було футбольного турніру    | Не було футбольного турніру    | Не було футбольного турніру    | Не було футбольного турніру             | Не було футбольного турніру             | Не було футбольного турніру             | Не було футбольного турніру             | Не було футбольного турніру             | Не було футбольного турніру             |
| 1900 - 1912                  | Не брали участі                | Не брали участі                | Не брали участі                | Не брали участі                | Не брали участі                | Не брали участі                | Не брали участі                | Не брали участі                         | Не брали участі                         | Не брали участі                         | Не брали участі                         | Не брали участі                         | Не брали участі                         |
| 1920                         | 1 раунд                        | 1                              | 0                              | 0                              | 1                              | 1                              | 2                              | Відсутня кваліфікація                   | Відсутня кваліфікація                   | Відсутня кваліфікація                   | Відсутня кваліфікація                   | Відсутня кваліфікація                   | Відсутня кваліфікація                   |
| 1924                         | Чвертьфінал                    | 2                              | 1                              | 0                              | 1                              | 3                              | 5                              | Відсутня кваліфікація                   | Відсутня кваліфікація                   | Відсутня кваліфікація                   | Відсутня кваліфікація                   | Відсутня кваліфікація                   | Відсутня кваліфікація                   |
| 1928                         | 4 місце                        | 4                              | 2                              | 0                              | 2                              | 12                             | 19                             | Відсутня кваліфікація                   | Відсутня кваліфікація                   | Відсутня кваліфікація                   | Відсутня кваліфікація                   | Відсутня кваліфікація                   | Відсутня кваліфікація                   |
| 1932                         | Не було футбольного турніру    | Не було футбольного турніру    | Не було футбольного турніру    | Не було футбольного турніру    | Не було футбольного турніру    | Не було футбольного турніру    | Не було футбольного турніру    | Не було футбольного турніру             | Не було футбольного турніру             | Не було футбольного турніру             | Не було футбольного турніру             | Не було футбольного турніру             | Не було футбольного турніру             |
| 1936                         | 1 раунд                        | 1                              | 0                              | 0                              | 1                              | 1                              | 3                              | Відсутня кваліфікація                   | Відсутня кваліфікація                   | Відсутня кваліфікація                   | Відсутня кваліфікація                   | Відсутня кваліфікація                   | Відсутня кваліфікація                   |
| 1948                         | 1 раунд                        | 1                              | 0                              | 0                              | 1                              | 1                              | 3                              | Відсутня кваліфікація                   | Відсутня кваліфікація                   | Відсутня кваліфікація                   | Відсутня кваліфікація                   | Відсутня кваліфікація                   | Відсутня кваліфікація                   |
| 1952                         | 1 раунд                        | 2                              | 1                              | 0                              | 1                              | 6                              | 7                              | Відсутня кваліфікація                   | Відсутня кваліфікація                   | Відсутня кваліфікація                   | Відсутня кваліфікація                   | Відсутня кваліфікація                   | Відсутня кваліфікація                   |
| 1956                         | Відмовились після кваліфікації | Відмовились після кваліфікації | Відмовились після кваліфікації | Відмовились після кваліфікації | Відмовились після кваліфікації | Відмовились після кваліфікації | Відмовились після кваліфікації | 2                                       | 2                                       | 0                                       | 0                                       | 9                                       | 3                                       |
| 1960                         | 1 раунд                        | 3                              | 0                              | 1                              | 2                              | 4                              | 11                             | 4                                       | 3                                       | 0                                       | 1                                       | 11                                      | 5                                       |
| 1964                         | 4 місце                        | 6                              | 2                              | 1                              | 3                              | 18                             | 16                             | 4                                       | 3                                       | 1                                       | 0                                       | 14                                      | 6                                       |
| 1968                         | Відмовились до кваліфікації    | Відмовились до кваліфікації    | Відмовились до кваліфікації    | Відмовились до кваліфікації    | Відмовились до кваліфікації    | Відмовились до кваліфікації    | Відмовились до кваліфікації    | Відмовились до кваліфікації             | Відмовились до кваліфікації             | Відмовились до кваліфікації             | Відмовились до кваліфікації             | Відмовились до кваліфікації             | Відмовились до кваліфікації             |
| 1972                         | Не кваліфікувались             | Не кваліфікувались             | Не кваліфікувались             | Не кваліфікувались             | Не кваліфікувались             | Не кваліфікувались             | Не кваліфікувались             | 2                                       | 1                                       | 0                                       | 1                                       | 2                                       | 3                                       |
| 1976                         | Не кваліфікувались             | Не кваліфікувались             | Не кваліфікувались             | Не кваліфікувались             | Не кваліфікувались             | Не кваліфікувались             | Не кваліфікувались             | 2                                       | 0                                       | 1                                       | 1                                       | 1                                       | 2                                       |
| 1980                         | Відмовились після кваліфікації | Відмовились після кваліфікації | Відмовились після кваліфікації | Відмовились після кваліфікації | Відмовились після кваліфікації | Відмовились після кваліфікації | Відмовились після кваліфікації | 4                                       | 1                                       | 3                                       | 0                                       | 7                                       | 4                                       |
| 1984                         | Чвертьфінал                    | 4                              | 1                              | 1                              | 2                              | 5                              | 5                              | 6                                       | 3                                       | 2                                       | 1                                       | 6                                       | 3                                       |
| 1988                         | Не кваліфікувались             | Не кваліфікувались             | Не кваліфікувались             | Не кваліфікувались             | Не кваліфікувались             | Не кваліфікувались             | Не кваліфікувались             | 4                                       | 2                                       | 1                                       | 1                                       | 7                                       | 2                                       |
| Всього                       | 9/19                           | 24                             | 7                              | 3                              | 14                             | 51                             | 71                             | 28                                      | 15                                      | 8                                       | 5                                       | 57                                      | 28                                      |
| 1992                         | 1 раунд                        | 3                              | 1                              | 0                              | 2                              | 5                              | 6                              | 6                                       | 4                                       | 2                                       | 0                                       | 11                                      | 3                                       |
| 1996                         | Не кваліфікувались             | Не кваліфікувались             | Не кваліфікувались             | Не кваліфікувались             | Не кваліфікувались             | Не кваліфікувались             | Не кваліфікувались             | 4                                       | 2                                       | 1                                       | 1                                       | 5                                       | 4                                       |
| 2000                         | Не кваліфікувались             | Не кваліфікувались             | Не кваліфікувались             | Не кваліфікувались             | Не кваліфікувались             | Не кваліфікувались             | Не кваліфікувались             | 8                                       | 4                                       | 3                                       | 1                                       | 15                                      | 9                                       |
| 2004                         | Не кваліфікувались             | Не кваліфікувались             | Не кваліфікувались             | Не кваліфікувались             | Не кваліфікувались             | Не кваліфікувались             | Не кваліфікувались             | 6                                       | 0                                       | 0                                       | 6                                       | 1                                       | 13                                      |
| 2008                         | Не кваліфікувались             | Не кваліфікувались             | Не кваліфікувались             | Не кваліфікувались             | Не кваліфікувались             | Не кваліфікувались             | Не кваліфікувались             | 4                                       | 1                                       | 2                                       | 1                                       | 6                                       | 4                                       |
| 2012                         | Чвертьфінал                    | 4                              | 1                              | 1                              | 2                              | 6                              | 8                              | Див. Молодіжний (U-23) чемпіонат Африки | Див. Молодіжний (U-23) чемпіонат Африки | Див. Молодіжний (U-23) чемпіонат Африки | Див. Молодіжний (U-23) чемпіонат Африки | Див. Молодіжний (U-23) чемпіонат Африки | Див. Молодіжний (U-23) чемпіонат Африки |
| 2016                         | Не кваліфікувались             | Не кваліфікувались             | Не кваліфікувались             | Не кваліфікувались             | Не кваліфікувались             | Не кваліфікувались             | Не кваліфікувались             | Див. Молодіжний (U-23) чемпіонат Африки | Див. Молодіжний (U-23) чемпіонат Африки | Див. Молодіжний (U-23) чемпіонат Африки | Див. Молодіжний (U-23) чемпіонат Африки | Див. Молодіжний (U-23) чемпіонат Африки | Див. Молодіжний (U-23) чемпіонат Африки |
| 2020                         | Чвертьфінал                    | 4                              | 1                              | 1                              | 2                              | 2                              | 2                              | Див. Молодіжний (U-23) чемпіонат Африки | Див. Молодіжний (U-23) чемпіонат Африки | Див. Молодіжний (U-23) чемпіонат Африки | Див. Молодіжний (U-23) чемпіонат Африки | Див. Молодіжний (U-23) чемпіонат Африки | Див. Молодіжний (U-23) чемпіонат Африки |

- До турніру 1992 року Єгипет представляла національна збірна.
- Єгипет відмовився від участь у турнірі 1956 року і бойкотував Олімпіаду-1980, хоча і пройшов кваліфікацію на обидва турніри.

### Молодіжний (U-23) чемпіонат Африки
| Молодіжний (U-23) чемпіонат Африки | Молодіжний (U-23) чемпіонат Африки | Молодіжний (U-23) чемпіонат Африки | Молодіжний (U-23) чемпіонат Африки | Молодіжний (U-23) чемпіонат Африки | Молодіжний (U-23) чемпіонат Африки | Молодіжний (U-23) чемпіонат Африки | Молодіжний (U-23) чемпіонат Африки |
| Рік                                | Раунд                              | І                                  | В                                  | Н*                                 | П                                  | ГЗ                                 | ГП                                 |
| ---------------------------------- | ---------------------------------- | ---------------------------------- | ---------------------------------- | ---------------------------------- | ---------------------------------- | ---------------------------------- | ---------------------------------- |
| 2011                               | Бронзова медаль                    | 5                                  | 3                                  | 0                                  | 2                                  | 7                                  | 4                                  |
| 2015                               | Груповий етап                      | 3                                  | 0                                  | 2                                  | 1                                  | 3                                  | 4                                  |
| 2019                               | Чемпіон                            | 5                                  | 5                                  | 0                                  | 0                                  | 11                                 | 4                                  |
| Всього                             | 3/3                                | 12                                 | 7                                  | 2                                  | 3                                  | 19                                 | 11                                 |

### Африканські ігри
| Футбол на Африканських іграх | Футбол на Африканських іграх | Футбол на Африканських іграх | Футбол на Африканських іграх | Футбол на Африканських іграх | Футбол на Африканських іграх | Футбол на Африканських іграх | Футбол на Африканських іграх | Футбол на Африканських іграх |
| Рік                          | Раунд                        | І                            | В                            | Н*                           | П                            | ГЗ                           | ГП                           |                              |
| ---------------------------- | ---------------------------- | ---------------------------- | ---------------------------- | ---------------------------- | ---------------------------- | ---------------------------- | ---------------------------- | ---------------------------- |
| 1965                         | Не кваліфікувались           | -                            | -                            | -                            | -                            | -                            | -                            |                              |
| 1973                         | Бронзова медаль              | 5                            | 3                            | 0                            | 2                            | 12                           | 12                           |                              |
| 1978                         | Відмовились після 1 раунду   | 3                            | 2                            | 1                            | 0                            | 6                            | 2                            |                              |
| 1987                         | Золота медаль                | 5                            | 3                            | 1                            | 1                            | 7                            | 5                            |                              |
| 1991                         | 5 місце                      | 4                            | 1                            | 1                            | 2                            | 5                            | 6                            |                              |
| 1995                         | Золота медаль                | 5                            | 4                            | 0                            | 1                            | 8                            | 3                            |                              |
| 1999                         | Не кваліфікувались           | -                            | -                            | -                            | -                            | -                            | -                            |                              |
| 2003                         | Груповий етап                | 3                            | 0                            | 0                            | 3                            | 2                            | 6                            |                              |
| 2007                         | Груповий етап                | 3                            | 0                            | 0                            | 3                            | 4                            | 8                            |                              |
| 2011                         | Виключено                    | -                            | -                            | -                            | -                            | -                            | -                            |                              |
| 2015                         | Виключено                    | -                            | -                            | -                            | -                            | -                            | -                            |                              |
| 2019                         | Не кваліфікувались           | -                            | -                            | -                            | -                            | -                            | -                            |                              |
| Всього                       |                              | 28                           | 13                           | 3                            | 12                           | 44                           | 39                           |                              |

- До турніру 1991 року Єгипет представляла національна збірна.